# Kocham. Nie biję
Kocham. Nie biję – kampania społeczna stworzona przez Konrada Wojterkowskiego oraz fundację Krajowe Centrum Kompetencji (KCK) we współpracy m.in. z Ministerstwem Spraw Wewnętrznych i Administracji, Komendą Główną Policji i Rzecznikiem Praw Dziecka. Skierowana była przeciwko przemocy w rodzinie, głównie wobec dzieci. Zorganizowano cztery edycje akcji.

## Cele kampanii
Była to kolejna kampania społeczna zorganizowana przez KCK, obok inicjatywy „Przekaż 1%”, której celem było zwiększenie świadomości społecznej w odniesieniu do możliwości przekazywania 1 procenta podatku dochodowego na rzecz Organizacji Pożytku Publicznego (OPP).
Do nadrzędnych celów kampanii należało: przeciwdziałanie przemocy w rodzinie i ograniczanie jej skutków, zwiększanie społecznej wrażliwości i zaangażowania w przeciwdziałanie przemocy i agresji w rodzinie, poszerzanie poziomu wiedzy na temat przemocy domowej oraz zmiana przepisów prawa w zakresie przeciwdziałania przemocy w rodzinie.

## Edycje
Pierwsza edycja kampanii w 2006 roku, jak i samo hasło, powstały z inicjatywy Anny Mazepy-Sobiak, jeszcze przed zainicjowaniem KCK. Konrad Wojterkowski sfinansował powstanie 1000 billboardów w całym kraju pokazujących, jak można wychowywać dzieci bez przemocy.
W 2008 roku akcja „Kocham. Nie biję” wpisana została w Rządowy program ograniczania przestępczości i aspołecznych zachowań „Razem Bezpieczniej” oraz Krajowy Program Przeciwdziałania Przemocy w Rodzinie. W kampanię zaangażowane zostały Komenda Główna Policji (KGP), Ministerstwo Spraw Wewnętrznych i Administracji (MSWiA), Ministerstwo Pracy i Polityki Społecznej (MPiPS). Jej formuła obejmowała publikację spotów telewizyjnych, radiowych, prasowych, billboardowych zachęcających do postaw prorodzinnych. Ponadto, kampania została powiązana z akcją „Kocham. Reaguję”, której organizatorem było Ministerstwo Pracy i Polityki Społecznej, a partnerami KCK oraz Fundacja „Dzieci Niczyje”. Miała ona zwracać uwagę odbiorców na to, że będąc świadkami przemocy domowej, powinni reagować. W tym celu uruchomiono specjalną infolinię – telefon zaufania dla ofiar dotkniętych przemocą pod numerem telefonu 801 109 801. Infolinia działała w czasie kampanii 24 godziny na dobę i funkcjonuje do dzisiaj w dni powszednie w godz. 9.00 do 17.00. „Kocham. Reaguję” promowana była przez Magdalenę Różczkę, Rafała Królikowskiego oraz Tomasza Karolaka.
W 2009 roku „Kocham. Nie biję” została poszerzona o dwa nowe hasła: „Kocham. Mam czas” i „Kocham. Nie krzyczę”. Powiększyła się również liczba instytucji publicznych zaangażowanych w kampanię. Do KGP, MSWiA oraz MPiPS dołączyły Ministerstwo Edukacji Narodowej, Ministerstwo Sprawiedliwości, Ministerstwo Zdrowia oraz Rzecznik Praw Dziecka. Dla celów kampanii stworzono także specjalny hymn z udziałem wielu polskich artystów. Tak jak w poprzednim roku, głównemu przesłaniu inicjatywy towarzyszyło także hasło „Kocham. Reaguję”. Tym razem w zwalczanie obojętności wobec przemocy zaangażowano Annę Przybylską, Annę Wyszkoni, Piotra Gruszkę oraz Pawła Królikowskiego.
Promocję akcji zorganizowano w podobny sposób, jak kampanię „Przekaż 1%". W spotach propagujących akcję we wszystkich odsłonach wystąpiło wielu znanych ludzi kultury, mediów, polityki czy sportu wraz ze swoimi dziećmi, m.in. Beata Chmielowska-Olech, Anna Dereszowska, Magdalena Różczka, Maciej Kurzajewski i Maria Seweryn. Do wszystkich edycji głosu użyczył Piotr Adamczyk.

## Rezultaty kampanii
Efektem kampanii według wiceministra spraw wewnętrznych i administracji Adama Rapackiego było zwiększenie liczby zgłoszeń przypadków przemocy w rodzinie policji i innym organom. Przykładowo w 2008 roku liczba przeprowadzonych interwencji wzrosła o 5 tysięcy w porównaniu z rokiem 2007. Współpraca organizatorów z instytucjami państwowymi przyczyniła się także realizacji celu kampanii, jakim była zmiana prawa w obszarze przeciwdziałania przemocy w rodzinie. W czerwcu 2010 roku Sejm uchwalił nowelizację ustawy o przeciwdziałaniu przemocy w rodzinie (Dz.U. z 2010 r. nr 125, poz. 842), która wprowadziła całkowity zakaz stosowania kar cielesnych i cierpień psychicznych dzieciom. „Kocham. Nie biję” doprowadziło także do powstania inicjatyw niezależnych, tworzonych oddolnie, a zainspirowanych akcją. Zalicza się do nich np. kampania „Kocham. Nie daję klapsów”. Stale działa także na portalu społecznościowym Facebook grupa „Kocham. Reaguję” za pośrednictwem której można zgłaszać przypadki przemocy w rodzinie.